# Tashi Group
Tashi Group — частный конгломерат компаний в Бутане.

## История основания
Компания была основана в 1959 году бизнесменом Дашо Угеном Дорджи в бутанском городе Пхунчхолинг. Со времени создания компания планомерно развивалась в области инвестиций и открывала все больше направлений своей деятельности. Руководство компании передается по принципу наследования: основатель компании Дашо Уген Дорджи передал правление трем своим сыновьям: Топгьялу Дорджи, Вангчуку Дорджи и Кази Уген Дорджи.

## Основные направления деятельности
На 2014 год холдинг Tashi Group включал в себя более 40 дочерних компаний. В работе компании задействованы около 3000 сотрудников.

### Авиаперелёты
Bhutan Airlines (также Tashi Air) была основана 4 декабря 2011 года. Авиакомпания стала обслуживать регулярные рейсы от между Паро и аэропортами Бартхпалатханг и Йонпхулла. Первый рейс состоялся 18 декабря 2011 года. По данным, представленным на сайте авиакомпании, парк насчитывает два самолёта марки Airbus-319, вместимостью 126 пассажиров, включая 12 мест бизнес-класса и 114 мест эконом-класса.

### Телефония и мобильная связь
Tashi InfoComm Limited — первая частная компания сотовой связи в Бутане, отдельное подразделение Tashi Group. Компания была зарегистрирована 23 января 2007 года, после того как выиграла международную заявку на право работать в качестве второго оператора сотовой связи в Бутане. 6 апреля 2008 года компания запустила свои GSM-услуги под торговой маркой TashiCell, юридический офис которой расположен в Норзин Лам, Тхимпху. В 2012 году компания достигла общенационального покрытия мобильной связью 2G, а в 2015 году стала первым оператором связи в Бутане с общенациональным покрытием 3G, в 2018 году компания развернула 4G-связь в столицах всех 20-ти дзонгкхагов. 15 декабря 2021 года TashiCell стала первым оператором, запустившим 5G в Бутане на коммерческой основе. В 2022 году компания распространила услуги 5G на столицы всех  дзонгкхагов. По состоянию на ноябрь 2021 года у TashiCell 350 000 абонентов мобильной связи.

### Банковская система
T-Bank Ltd. — банковская сеть, которая начала свою деятельность с открытия корпоративного офиса и филиала в Тхимпху 12 марта 2010 года. Целью компании было удовлетворить растущий спрос населения на банковские услуги и обеспечить устойчивую конкуренцию в финансовом секторе Бутана. За время существования T-Bank открыл свои отделения во всех городах Бутана. Банк предоставляет своим клиентам все внутренние, а также международные банковские продукты и услуги. Уставный капитал компании составляет 1000 миллионов новозеландских долларов.

### Химическая промышленность
Bhutan Carbide & Chemicals Limited — компания занимается производством карбида кальция. Проект был реализован под патронажем Королевского правительства Бутана. Стоимость проекта составила 300 миллионов долларов. Ее часть была основана Всемирным банком и Кувейтским фондом арабского экономического развития (KFAED). Проект был завершен в рамках предусмотренных затрат и сроков и запущен в коммерческое производство в середине 1988 года. Карбид кальция используется в производстве ацетиленового газа для сварки металлов, обессеривающего состава ацетиленовой сажи, хлористого спирта, цианамида кальция, трихлорэтилена и поливинилацетата. Также компания занимается общественной деятельностью: под ее покровительством находится школа и диспансер в Пасахе.
Bhutan Ferro Alloys Limited (BFAL) — бутанская компания по производству различных литейных сплавов на основе ферросилиция, а именно феррокремний-магния, феррокремний-алюминия и т. д. Основана в 1990 году. Первая печь BFAL мощностью 28,5 Мва была установлена в октябре 1994 года. Для обеспечения устойчивой производительности компания заключила долгосрочные договоры аренды на добычу кварцита, основного сырья для производства феррокремния в Бутане, а также заключила контракты на поставку углерода и других необходимых материалов из Индии и из-за рубежа.

### Пищевая промышленность
Bhutan Brewery Pvt Ltd — пивоварня, которая была открыта 17 декабря 2006 года. Флагманом пивоваренной компании является пиво марки Druk 11000.

### Образование
Druk School — школа в центре города Тхимпху, основанная в 2001 году. В 2012 преобразована из частной в среднюю общеобразовательную школу. По состоянию на 2018 год школа обслуживает учащихся с дошкольного по девятый класс. Общее количество учащихся по состоянию составляет 614 человек.